# Paranasoona
Paranasoona is een geslacht van spinnen uit de familie hangmatspinnen (Linyphiidae).

## Soorten
De volgende soorten zijn bij het geslacht ingedeeld:
- Paranasoona cirrifrons Heimer, 1984